# بای بادنوف
بای بادنوف (روسی: Баи́р Доржи́евич Бадёнов؛ زادهٔ june ۲۸, ۱۹۷۶ (۴۸ سال)) ورزشکار تیراندازی با کمان اهل روسیه است.
وی در مسابقات کشوری و بین‌المللی در مجموع برندهٔ ۱ مدال طلا، ۱ مدال نقره، ۱ مدال برنز شده‌است.